# Павол Регенда
Павол Регенда (словац. Pavol Regenda; нар. 7 грудня 1999, Михайлівці) — словацький хокеїст, крайній нападник клубу НХЛ «Анагайм Дакс». Гравець збірної команди Словаччини.

## Ігрова кар'єра
Хокейну кар'єру розпочав 2014 року виступами за команду «Спішска Нова Вес» у юніорській лізі Словаччини. До 2017 року грав на батьківщині у юніорських і молодіжних лігах. Згодом на аналогічному рівні грав у Швеції та Фінляндії.
На професійному рівні почав грати 2020 року у складі головної команди клубу «Дукла» (Михайлівці), де провів два сезони.
Не брав участі у драфті НХЛ, проте перед початком сезону 2022/23 приєднався до представника НХЛ «Анагайм Дакс».
Був гравцем молодіжної збірної Словаччини. 2022 року дебютував в іграх за головну збірну Словаччини і став у її складі бронзовим призером |тогорічних зимових Олімпійських ігор.

## Статистика

### Клубні виступи
| 2014–15             | «Спішска Нова Вес»   | Слов. U18           | 40 | 14 | 17 | 31 | 63  | —  | — | — | —  | —  |
| 2014–15             | «Дукла» (Михайлівці) | Слов. U18           | 13 | 15 | 8  | 23 | 69  | —  | — | — | —  | —  |
| 2015–16             | Словаччина U18       | Слов. U20           | 34 | 5  | 8  | 13 | 22  | —  | — | — | —  | —  |
| 2015–16             | «Дукла» (Михайлівці) | Слов. U20           | 7  | 1  | 0  | 1  | 4   | 3  | 1 | 2 | 3  | 0  |
| 2016–17             | Словаччина U18       | Слов. U20           | 44 | 15 | 22 | 37 | 28  | —  | — | — | —  | —  |
| 2016–17             | «Дукла» (Тренчин)    | Слов. U18           | —  | —  | —  | —  | —   | 4  | 3 | 3 | 6  | 4  |
| 2016–17             | «Дукла» (Тренчин)    | Слов. U20           | —  | —  | —  | —  | —   | 11 | 1 | 3 | 4  | 8  |
| 2017–18             | «Лінчепінг»          | Швец. U20           | 44 | 7  | 3  | 10 | 24  | 1  | 0 | 0 | 0  | 0  |
| 2018–19             | «Векше Лейкерс»      | Швец. U20           | 42 | 11 | 16 | 27 | 18  | 2  | 0 | 1 | 1  | 2  |
| 2019–20             | «Йокеріт»            | Фін. U20            | 47 | 15 | 18 | 33 | 88  | 1  | 0 | 0 | 0  | 0  |
| 2019–20             | «Кієкко–Вантаа»      | Фін.-2              | 1  | 0  | 1  | 1  | 0   | —  | — | — | —  | —  |
| 2020–21             | «Дукла» (Михайлівці) | Слов.               | 50 | 11 | 14 | 25 | 64  | 12 | 4 | 3 | 7  | 2  |
| 2021–22             | «Дукла» (Михайлівці) | Слов.               | 43 | 15 | 24 | 39 | 55  | 6  | 5 | 1 | 6  | 8  |
| 2022–23             | «Анагайм Дакс»       | НХЛ                 | 14 | 1  | 2  | 3  | 4   | —  | — | — | —  | —  |
| 2022–23             | «Сан-Дієго Галлс»    | АХЛ                 | 50 | 13 | 12 | 25 | 66  | —  | — | — | —  | —  |
| Усього у Словаччині | Усього у Словаччині  | Усього у Словаччині | 93 | 26 | 38 | 64 | 119 | 18 | 9 | 4 | 13 | 10 |
| Усього в НХЛ        | Усього в НХЛ         | Усього в НХЛ        | 14 | 1  | 2  | 3  | 4   | —  | — | — | —  | —  |

### Збірна
| Рік                | Команда            | Турнір             | Місце              |    | І | Г | П  | О  | ШХ |
| ------------------ | ------------------ | ------------------ | ------------------ | -- | - | - | -- | -- | -- |
| 2017               | Словаччина         | U18                | 6-е                | 5  | 0 | 1 | 1  | 0  |    |
| 2019               | Словаччина         | МЧС                | 8-е                | 5  | 1 | 2 | 3  | 2  |    |
| 2022               | Словаччина         | ОІ                 | 3                  | 7  | 1 | 3 | 4  | 6  |    |
| 2022               | Словаччина         | ЧС                 | 8-е                | 8  | 5 | 1 | 6  | 4  |    |
| 2023               | Словаччина         | ЧС                 | 9-е                | 7  | 2 | 2 | 4  | 2  |    |
| Молодіжна збірна   | Молодіжна збірна   | Молодіжна збірна   | Молодіжна збірна   | 13 | 1 | 3 | 4  | 2  |    |
| Національна збірна | Національна збірна | Національна збірна | Національна збірна | 22 | 8 | 6 | 14 | 12 |    |